# Amblyglyphidodon curacao
Amblyglyphidodon curacao es una especie de peces de la familia Pomacentridae en el orden de los Perciformes.

## Morfología
Los machos pueden llegar alcanzar los 11 cm de longitud total.

## Hábitat
Es un pez de mar.

## Distribución geográfica
Se encuentra desde el Índico oriental y Malasia hasta Samoa, Tonga, las Islas Ryukyu y la Gran Barrera de Coral.